# رونالدو سنفت
رونالدو سنفت (انگلیسی: Ronaldo Senfft؛ زادهٔ ۱۲ ژوئیهٔ ۱۹۵۴) قایقران اهل برزیل است.